# Маргарита Пехливанова
Маргарита Пехливанова е българска актриса.

## Биография
Родена е през 1945 г. Завършва актьорско майсторство във ВИТИЗ „Кръстьо Сарафов“.
Актриса в Сатиричен театър „Алеко Константинов“ и Народен театър за младежта в София.
Омъжена за естрадния певец Стефан Воронов, който загива в пътна катастрофа на връщане от гастрол във Виена на 6 септември 1974 г. От този брак е синът им Александър, известен по-късно като актьор от дублажа. Вторият ѝ съпруг е актьорът и най-добър приятел на Стефан – Васил Бъчваров.
Маргарита Пехливанова умира на 27 октомври 2015 г.

## Театрални роли
- „Вълка и седемте козлета“

## Телевизионен театър
- „Приказка за еди кой си“ (1987) (Карел Чапек)
- „Два картофа и шише лимонада“ (1986) (Карел Чапек)
- „Произшествие“ (1985) (Панчо Панчев)
- „Наздраве“ (1982) (Пиер Шено)
- „Убийство в библиотеката“ (1975) (Брягинский и Рязанов)
- „Банята“ (1974) (Стефан Шечерович)
- „Диалози“ (1970) (Кръстю Пишурка)

## Филмография
| Година | Филми и Сериали            | Серии  | Копродукции | Роля |
| ------ | -------------------------- | ------ | ----------- | --- |
| 2005   | Патриархат                 | 7      |             | |
| 2004   | Филип (тв)                 |        |             | Велева |
| 1987   | Петък вечер                |        |             | Дочка Коцева                                                                                              |
| 1985   | Звън на кристал            |        |             | Николова                                                                                                  |
| 1979   | Момчето с окарината        | 3      |             | леля Настя                                                                                                |
| 1978   | Трампа                     |        |             | леля Настя                                                                                                |
| 1977   | Два пъти ура за ваканцията | 3 нов. |             | учителката (в 1-та: „Два пъти ура за ваканцията“) и Дафинка Ситняшка (в 3-та: „Щастието ми е в опасност“) |
| 1974   | Белият камък               |        |             | |
| 1972   | 10 дни неплатени           |        |             | приятелката на Ани                                                                                        |
| 1968   | Вълшебникът                |        |             | Ането |
| 1966   | Вечен календар             |        |             | Димка |

Работи като озвучаваща актриса:
- Мариан Първа (1990)
- Незабравимата (1996)
- Кид върсъс Кат (2008 – 2009)
- Смяна (2006 – 2008)
- Вдовицата в бяло (1997 – 2000)
- Кобра (1988)
- Приказките на Братя Грим (1987 – 1988)
- Приключенията на равина Жакоб (1973)